# Ilmeňské jezero
Ilmeňské jezero nebo jen Ilmeň (rusky Ильмень, Ильмер) je jezero v západní části Novgorodské oblasti v Rusku. Nachází se v nejnižší části Přiilmeňské nížiny. Má rozlohu (při průměrné úrovni hladiny) 982 km². Rozloha jezera se v závislosti na vodním stavu mění od 733 km² do 2 090 km². Je 40 až 45 km dlouhé a 32 až 35 km široké. Hloubka jezera je od 3 až 4 m u pobřeží do 6 až 10 m uprostřed. Leží v nadmořské výšce 18 m.

## Pobřeží
Břehy jsou převážně nížinaté, hlavně východní a na jihu bažinaté. Dno je ploché. Podél severozápadního břehu (Pojezeří – Поозёрье) se táhnou valy, střídající se s propadlinami. Na jihozápadě jsou břehy složené z vápence a jsou příkré. Místy jsou břehy tvořeny deltami řek s množstvím plochých zaplavovaných ostrovů a ramen.

## Vodní režim
Do Ilmeně ústí asi 50 řek. Hlavním přítokem jezera je z východu Msta. Dalšími přítoky jsou Pola, Lovať (s Polistí), Psiža, Verenda a Šeloň (s Mšegou). Odtéká na sever řeka Volchov, která teče do Ladožského jezera. Základní zdroj vody tvoří řeky s jarními povodněmi a zimním poklesem stavu. Nejvyšší úroveň je na jaře (květen), nejnižší na konci března a začátku dubna. Kolísání úrovně hladiny v průběhu roku se pohybuje od 2,35 do 5,8 m (maximálně 7,4 m).

## Vlastnosti vody
V jezeře je mnoho organických látek a voda má žlutavé zabarvení. Teplota vody dosahuje v červenci 19 až 20 °C. Koupací sezóna trvá 90 dní. Hladina zamrzá v listopadu a rozmrzá v dubnu.

## Fauna
Jezero je bohaté na ryby (cejni, snětci, mníci, štiky).

## Historie
V 9. až 12. století vedla přes Starou Ladogu a Ilmeň cesta od Varjagů k Řekům a také cesta na Volhu. Jako obchvat jezera byl postaven na konci 18. a začátku 19. století Siversův kanál a později Višerský kanál. Podle jména jezera pochází pojmenování nejsevernější skupiny východních Slovanů (Ilmeňští Slované – podle K. Tichockého). Podle letopisů starých Slovanů se nazývalo Slovanské moře.

## Využití
V současné době je jezero součástí Hornovolocké vodní soustavy. Vodní hladina je regulována Volchovskou hydroelektrárnou. Jezero Ilmeň je v zóně vzdutí Volchovské přehrady. Jezero je splavné, po jezeře je zavedena lodní doprava mezi městy Novgorod, Stará Rus (přes Lovať a Polneť) a Šimsk (ústí Šeloni). 6 km od severního břehu jezera na řece Volchov leží jedno z nejstarších ruských měst – Novgorod.